# Jakob Bernoulli II
Jakob Bernoulli, o Jakob, meglio conosciuto come Jakob II Bernoulli (Basilea, 17 ottobre 1759 – San Pietroburgo, 3 luglio 1789), è stato un matematico svizzero, appartenente alla famosa famiglia Bernoulli. Il nome di vari membri della famiglia è numerato perché sono esistiti più Bernoulli con lo stesso nome che si sono distinti come matematici. Il prozio di Jakob II è infatti noto come Jakob Bernoulli I.

## Biografia
Jakob II Bernoulli fu l'ultimo figlio del matematico Johann Bernoulli II e nipote di Daniel Bernoulli e Nicolas Bernoulli II, nonché fratello più giovane di Johann III Bernoulli. Dopo aver terminato i suoi studi letterari fu mandato a Neuchâtel ad imparare la lingua francese. Al suo ritorno si laureò in diritto; tuttavia questi studi non modificarono la sua passione ereditaria per la geometria, la matematica e la fisica. Le prime lezioni ricevute dal padre proseguirono sotto la guida dello zio Daniel, e tali furono i suoi progressi che all'età di ventun anni fu chiamato ad assumere la titolarità della cattedra di fisica sperimentale, che non poteva più essere mantenuta dallo zio a causa dell'età avanzata.
In seguito accettò il compito di segretario presso il conte de Brenner, che gli diede l'opportunità di visitare la Germania e l'Italia. In Italia instaurò un rapporto amichevole con Antonio Maria Lorgna, professore di matematica a Verona, e fondatore della associazione in seguito divenuta l'Accademia nazionale delle scienze. Fu anche nominato membro della Società reale di Torino e, durante un periodo di residenza a Venezia, fu ammesso, grazie all'amichevole raccomandazione di Nicolaus von Fuss, all'Accademia di San Pietroburgo, in cui venne nominato professore di matematica nel 1788. In Russia compì importanti ricerche, specialmente nei settori della balistica e dell'elasticità.
Due mesi prima di compiere i trenta anni morì annegato nella Neva, nel luglio 1789, pochi mesi dopo il suo matrimonio con una nipote di Leonardo Eulero.
Molti dei suoi scritti sono contenuti nei primi sei volumi di Nova Acta Academiae Scientiarum Imperialis Petropolitanae, negli Acta Helvetica, nelle Memoirs of the Academies of Berlin and Turin, e nelle pubblicazioni di suo fratello Johann. Egli pubblicò anche separatamente alcune tesi di diritto e di fisica, nonché una traduzione in tedesco delle Mémoires du philosophe de Merian.
Fu uno degli ultimi e più importanti membri della famiglia Bernoulli.